# Fly (Vårgårda)
Fly is een plaats in de gemeente Vårgårda in het landschap Västergötland en de provincie Västra Götalands län in Zweden. De plaats heeft 92 inwoners (2005) en een oppervlakte van 37 hectare. Fly grenst in het westen voornamelijk aan naaldbos en in het oosten aan landbouwgrond. Er is een paardendrafbaan bij Fly te vinden. De dichtstbijzijnde grotere plaats is de stad Alingsås, deze stad ligt zo'n tien kilometer ten zuiden van het dorp.